# Sven Cederborg
Sven Cederborg, född 6 januari 1755 i Helsingborg, död 21 juni 1828 i Söderköping, var en svensk rådman, riksdagsledamot och politiker.

## Biografi
Sven Cederborg föddes 1755. Han arbetade som rådman i Söderköping och avled 1828.
Cederborg var riksdagsledamot för borgarståndet i Söderköping vid riksdagen 1809–1810.
Cederborg var troligen far till borgmästaren Sven Mathias Theodor Cederborg i Söderköping.